# Özgün
Özgün Uğurlu (* 19. Oktober 1979 in Eskişehir), bekannt unter seinem Künstlernamen Özgün, ist ein türkischer Popmusiker.

## Karriere
Seine Musikkarriere begann im Jahr 2005 mit der Single Elveda und dem gleichnamigen Debütalbum. Im Jahr 2007 gewann er einen Altın Kelebek Award in der Kategorie Bester Newcomer. In seiner bisherigen Musiklaufbahn machte er mit zahlreichen Hits wie Şeytan, Aşk Çiçeği, İstiklal, İnsaf, Sadece Arkadaşız, Öpücem oder Mahzen auf sich aufmerksam.

## Diskografie

### Alben
- 2005: Elveda
- 2007: Nöbetçi Aşık
- 2009: Biz Ayrıldık
- 2012: Konu Senden Açılınca
- 2021: Çocuk Şarkıları (Album mit Kinderliedern)

### EPs
- 2010: Yeni
- 2017: 15 Temmuz Marşları

### Singles
| - 2005: Elveda - 2005: Şeytan - 2006: Yanarım - 2006: Kandırman Lazım - 2006: Günahkar - 2006: Aşk Çiçeği - 2007: Kıvırır (Hintergrundstimme: Mustafa Sandal) - 2007: Acıyı Çeken Anlar - 2007: Yalnızlık - 2008: Kıpır Kıpır - 2008: Gelmiyor İçimden Şarkılar Yazmak - 2009: Biz Ayrıldık - 2009: Zilli - 2009: Mühür - 2010: Milli Takım Marşı - 2010: Direniyorum Yokluğuna - 2010: İstiklal - 2010: Toz - 2011: Tavla (mit İskender Paydaş & Doa) - 2011: Sen Ve Ben - 2011: Sadece Arkadaşız - 2012: İnsaf - 2012: Dur Gitme - 2013: Yıllar Sonra - 2013: Tatil - 2013: Aşkın Zindanları (mit Bahadır Tatlıöz) | - 2014: Bayramın Kutlu Olsun - 2014: Öpücem - 2015: Kaç Kere (mit Pit10) - 2015: Şimdi Burada Olsan - 2015: Bu Kalp Durmaz (mit Emrah Karaduman) - 2016: Bayramın Kutlu Olsun (Birlikte Çok Güzeliz) - 2016: Bu Kadar Mı Zor - 2016: Senden İbaret - 2016: Yalnız İnsan - 2017: Sevmem Mi? (mit Onur Koç) - 2017: Gelmiyor Musun? (Hintergrundstimme: Buray) - 2018: Hayalet - 2019: Aşık - 2019: Kalbimin Her Yeri - 2020: Mahzen - 2021: En Güzeli - 2021: Vefa - 2021: Mümkansız - 2022: İyiyim Diyemem - 2023: Çin Gibi (mit Oytun Karanacak) - 2023: İmtiyaz - 2023: Seviyorum Mu Ne? - 2024: Selamsız - 2024: Bu Şehir Senden İbaret - 2025: Sen Ağlama |

Quelle:

### Gastauftritte
- 2011: Küfür (von Betül Demir – Hintergrundstimme)
- 2011: Kartal Dağı (von İskender Paydaş – Hintergrundstimme)
- 2018: Beşinci Mevsim (von Yonca Lodi & Murat Güneş – im Musikvideo)

## Auszeichnungen
- 2007: Altın Kelebek Award in der Kategorie Bester Newcomer